# Elena Antonova (aviron)
Pour les articles homonymes, voir Antonova et Elena Antonova.
Elena Petrovna Antonova (russe : Елена Петровна Антонова) est une rameuse soviétique née le 21 août 1952 à Tachkent, en RSS d'Ouzbékistan (Union soviétique).

## Biographie
En 1973 à Moscou, Elena Antonova est sacrée championne d'Europe en deux de couple avec Olga Klinisheva. Lors des Jeux olympiques d'été de 1976 à Montréal, elle est médaillée de bronze en skiff.

## Palmarès
- Jeux olympiques d'été de 1976 à Montréal
  -  Médaille de bronze en skiff

- Championnats d'Europe d'aviron 1973 à Moscou
  -  Médaille d'or en deux de couple